# كهرباء جوية

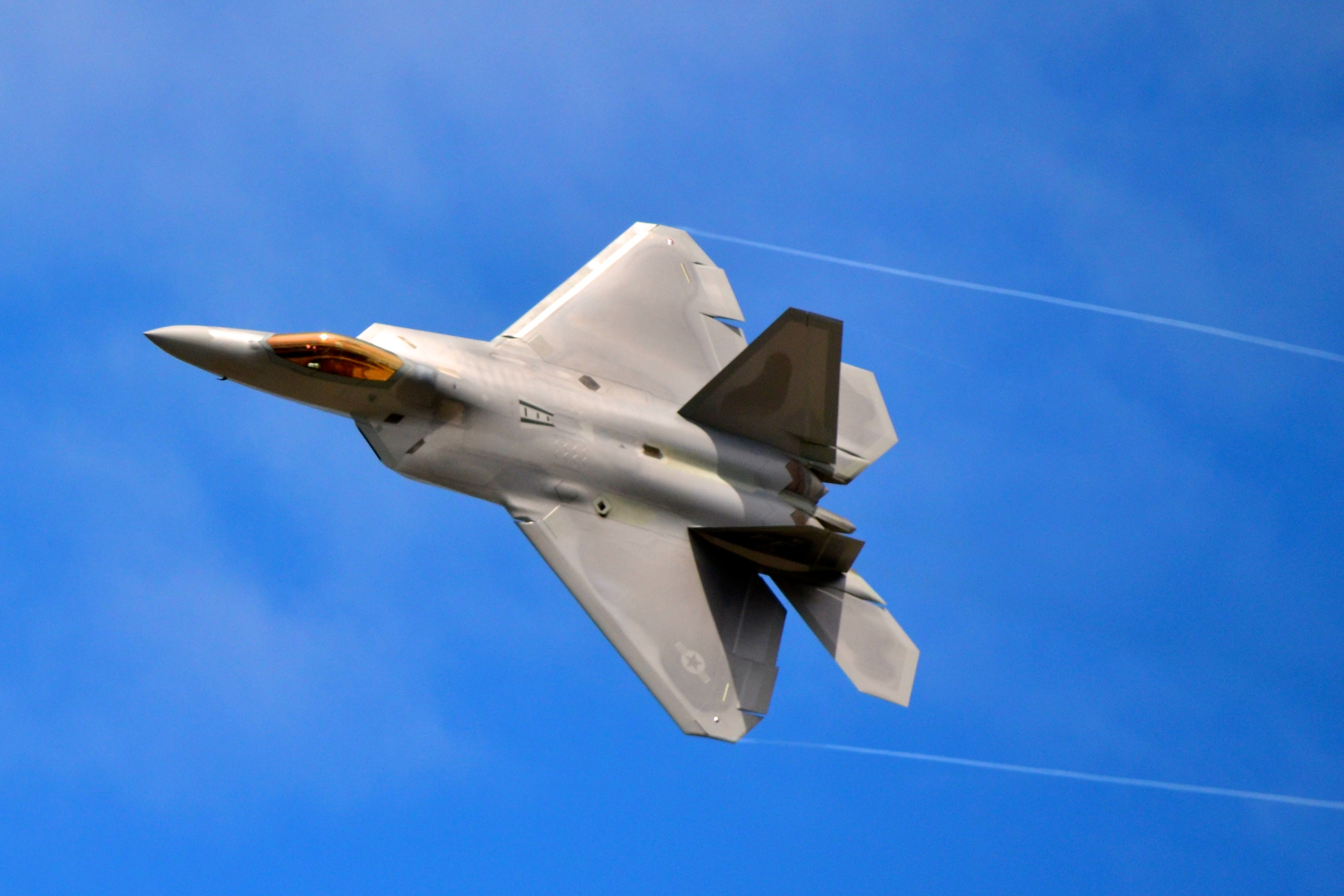

الكهرباء الجوية هي الهالة التي تتجلى على أي شي قائم اوبارز أو مرتفع، تعود إلى الكهرباء الجوية فمن المعتاد عليه ان الكهرباء تتخذ صورة البرق بعد عملية تفريغ مفاجئة بين الشحنات المختلفة في السحب، وقد تتخذ صورا أخرى على هيئة استاتيكية أو مستقرة أو ساكنة، أي انها لا تسري كما يسري التيار الكهربائي المعروف، إذ ان هذا النوع من الكهرباء المستقر غير ضار في اغلب الاحيان، والدارس لهذا النوع يمكن ان يكتشف هذه الكهربية في قميص من النايلون بعد خلعه من على الجسد، فان حرك نسيجه، سمعت صوت طقطقة خفيفة، وهذا يعني تفريغ الشحنات الكهربائية التي اكتسبتهاالياف النسيج من الجسم الحي، واحيانا ما ينجذب النسيج إلى الجلد إذا كانت المسافة بينهما بضعة سنتيمترات، وفي بعض الاحيان يمكن ان تشاهد شرارا دقيقا ينطلق من القميص في الظلام الحالك.

## مثال للتوضيح
يمكن توضيح ذلك من خلال لعبة معملية، يوجد فيها جهاز صغير لتوليد شحنة كهربائية، بعد ان يتم توصليها إلى كرة معدنية معزولة، ثم إذا أتيت بعدد من كرات ((البنج بونج)) الخفيفة وعلقتها في خيط مستقل، ثم قربتها من الكرة المشحونة لتلمسها، فانها تكتسب منها نفس الشحنة، وتحتفظ بها على هيئة كهرباء ساكنة، لكن لا بد من حدوث تنافر بين الكرة المعدنية وبين الكرات ((البنج بونج)) ثم حدوث تنافر اخر بين كل كرة وكرة أخرى لها نفس الشحنة.

## اين وقعت هذه الظاهرة؟
هناك حادثة مشهورة وقعت للمنطاد ((هندنيبرج)) الذي عبر المحيط الاطلنطي بنجاح في مايو عام 1937 م، عندما توقف بسلام في مطار ليكهيرست بالولايات المتحدة، اشتعلت فيه النيران بسبب تسرب الهيدروجين واختلاطه بالاكسجين، ثم حدوث شرارة من الكهرباء الساكنة، فادى ذلك إلى اشتعاله وتدميره عن اخره.

## وقت حدوثها
الواقع ان هذه الظاهرة نادرة الحدوث، كما انها تتطلب ظروف جوية خاصة تساعد عل توليد الكهرباء، وتشحن بها جزيئات الهواء، وقد تتلامس جزيئات الهواء مع انسان معزول عن الارض كأن يكون جالسا أو واقفاعلى لوح خشبي، أو مرتدي حذاء عازل، فتتجمع الشحنات فيه، ويشحن بها، حتى يصل إلى درجة يظهر وكأنماالنار تشتعل فيه.
والحقيقة ان غلافنا الهوائي بمثابة مولد كهربائي جبار، حيث لا يتوقف فيه الشحن أو التفريغ ليلا نهارا، إلا ان توليد الكهرباء الجوية، والتخلص منها أمر صعب نوعا ما، اذ انها تتخذ صورا شتى، قد تظهر على هيئة برق، وهذا هو الامر الشائع.